# Jegermajster
Jegermajster je nemački digestiv sa 35% alkohola, koji se sastoji od 56 vrsta biljaka. Glavni je proizvod nemačke kompanije Mast-Jägermeister.
 Jeger je najprodavaniji liker na svijetu, a 7. najprodavanije piće. 
 Često se kombinuje sa Red Bull-om praveći koktel poznat kao "Jegerbomba"

## Sastav
Jegermajster je biljni liker. Sličan je drugim evropskim likerima kao što su hrvatski Pelinkovac i srpski Gorki List s tim što je nešto slađi.
Suprotno urbanoj legendi Jegermajster ne sadrži krv jelena i losa.
 Sastoji se 56 od vrsta biljaka , a samo nekolicina njih je poznata publici. Recept jegera je strogo čuvana tajna.

## Spoljašnje veze
- Zvanični veb-sajt (jezik: engleski)